# Brihatkatha
La Brihatkatha (IAST : Bṛhatkathā) est un recueil d'histoires épiques de la littérature de l'Inde écrit au IIe siècle de notre ère par Gunadhya. Il était à l'origine en prakrit, mais ce texte est aujourd'hui perdu et il n'en subsiste que des versions en sanskrit. De nombreux contes et légendes actuels en proviennent. Brihatkatha signifie littéralement : La Grande histoire. Des vidyadhara pratiquant la magie apparaissent dans des histoires centrées autour du héros Naravahanadatta. Le fait que les textes originaux aient été écrits en prakrit laisse penser qu'ils viennent de la tradition jaïne.[réf. nécessaire]